# China National Tobacco Corporation

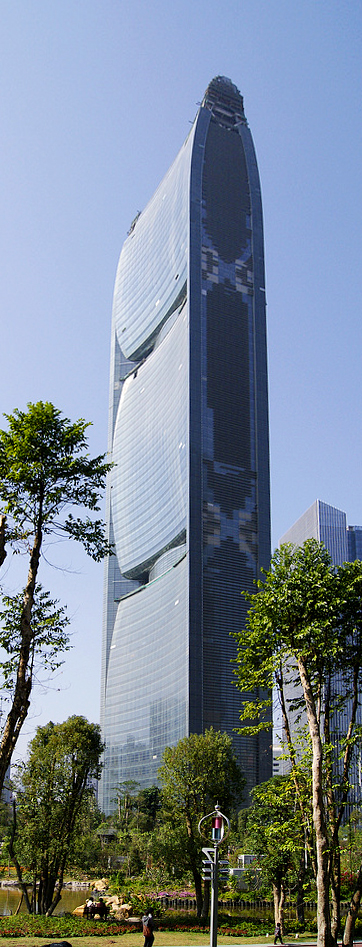
Tour de la Rivière des Perles bureaux de l'entreprise à Canton, bâtiment à énergie positive

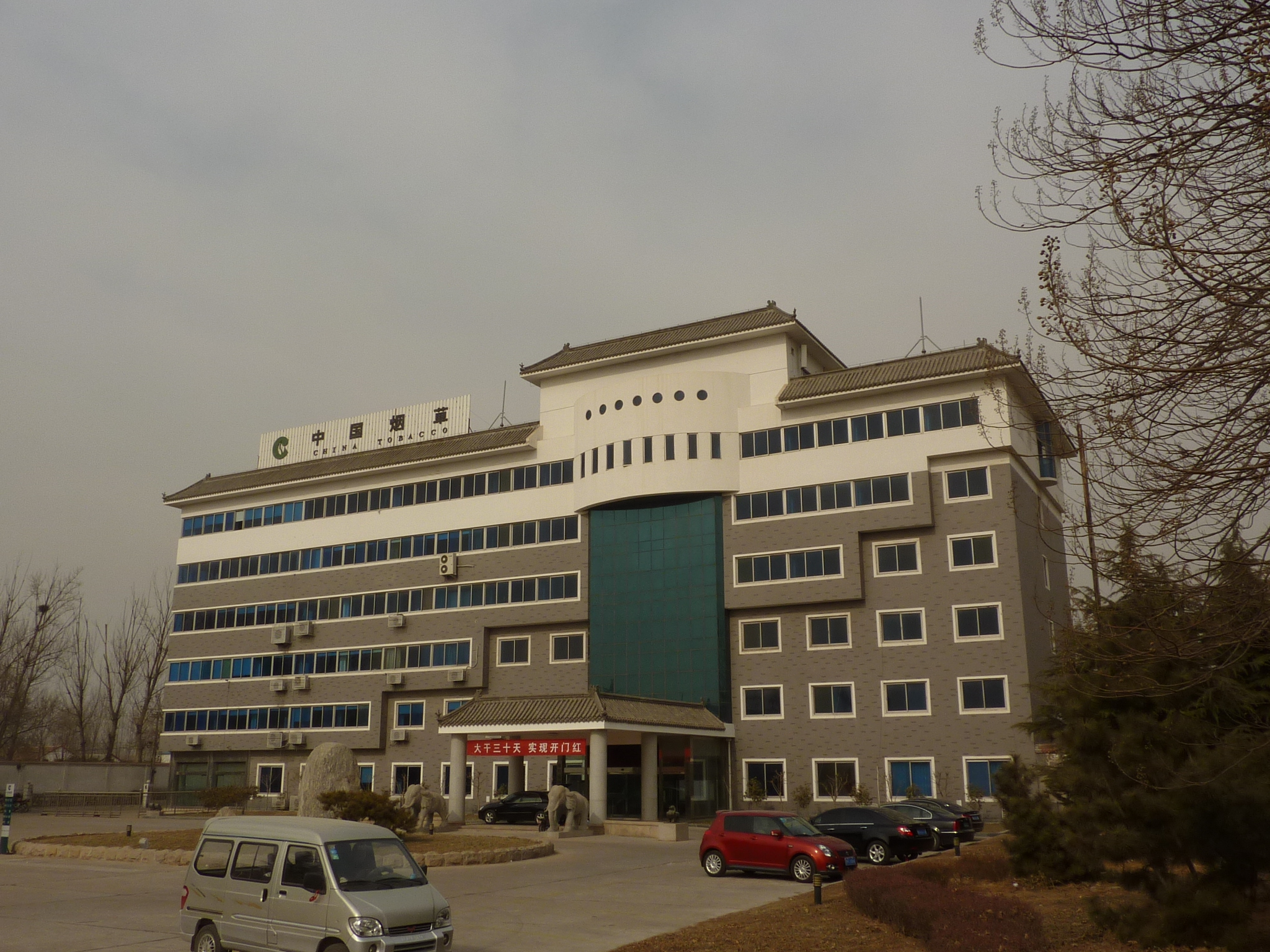
Des locaux de l'entreprise à Qufu

China National Tobacco Corporation (CNTC) (chinois : 国家烟草专卖局 ; pinyin : guójiā yāncǎo zhuānmàijú ; litt. « Administration nationale du monopole du tabac », State Tobacco Monopoly Administration), ou China Tobacco, est une entreprise nationale chinoise ; à la fois chargée de réglementer la consommation et la production de tabac, elle a le monopole de la fabrication et de la vente de tabac en république populaire de Chine.
La CNTC est sous la tutelle du ministère de l'Industrie et des Technologies de l'information.

## Histoire
En 1953, British American Tobacco est expulsée du pays et toutes les usines de tabac sont nationalisées. Après une période assez confuse, une première structure, la China Tobacco Industrial Corporation est instituée en 1963, afin de centraliser la production éparpillée dans le pays, mais elle est dissoute en 1966.
En 1981, la China National Tobacco Corporation est créée afin de gérer et coordonner les 28 usines de production réparties dans le pays. En 1983, la State Tobacco Monopoly Administration est instituée comme agence de régulation fiscale. 
En juin 2019, la branche internationale de la CNTC fait son entrée au Hong Kong Stock Exchange, levant près de 103 millions de dollars.

## Production
Les chiffres exacts des volumes de production ne sont pas connus mais la CNTC produirait annuellement 40 % des cigarettes consommées dans le monde. Elle distribue plus de 900 produits différents, le plus connu étant les cigarettes Hongtashan. China Tobacco fabrique également sous licence la plupart des marques internationales.
Elle emploie 510 000 personnes dans différents sites installés dans 33 provinces chinoises. Les revenus issus de la production contribuent à hauteur de 11 % des recettes fiscales du pays.
La Chine, avec China Tobacco, est le premier producteur mondial de tabac, devant l'Indonésie. La consommation domestique correspond à 40 % de la consommation mondiale. Les 350 millions de fumeurs chinois ont consommé 2 500 milliards de cigarettes en 2013, soit trois fois plus que le volume de production du premier fabricant américain, Philip Morris International.